# Henrike Seitz
Henrike Seitz (Lansing (USA), ca. 1968) is een Duits klavecimbel- en pianofortespeler

## Levensloop
Seitz studeerde piano en klavecimbel bij Glen Wilson aan de Muziekhogeschool van Würzburg. Vervolgens studeerde ze aan de Schola Cantorum Basiliensis: basso continuo bij J. Christensen en klavecimbel bij Andreas Staier
In 1992 behaalde ze de Tweede prijs in het internationaal pianoforteconcours, in het kader van het Festival Musica Antiqua in Brugge.
In 1993 behaalde ze de hoogste onderscheiding bij de nationale hogeschoolwedstrijd voor klavecimbel in Duitsland.
Ze doceert klavecimbel en koorbegeleiding aan de Muziekhogeschool van Würzburg. Daarnaast treedt ze op in talrijke concerten, vaak met het Main Barokorkest van Frankfurt am Main. Ze treedt onder meer ook op in trio met Verena Fischer (traverso) en Stefan Fuchs (Barokcello).